# Gustavo Ceballos Llerenas
Gustavo Ceballos Llerenas es un político mexicano, antiguo miembro del Partido del Trabajo y ahora del Partido Verde Ecologista de México. Fue candidato por el Partido del Trabajo a la gubernatura del estado de Colima durante las elecciones de 2003 en las que fue derrotado por el candidato del Partido Revolucionario Institucional, Gustavo Vázquez Montes. Fue dirigente del Sindicato Único de Trabajadores de la Universidad de Colima de 1997 a 2005, más conocido como SUTUC y es cuñado del exgobernador Fernando Moreno Peña. Buscó su candidatura a la rectoría de la Universidad de Colima en 2004, y al no lograrla, fue incorporado a la universidad por el rector Miguel Ángel Aguayo López como coordinador de Proyectos Especiales. Actualmente forma parte del Consejo Directivo de Tenaces y fue candidato por el Partido Verde Ecologista de México a diputado local por el primer distrito en las Elecciones estatales de Colima de 2009. 
- Datos: Q5889557